# Lebanon South
Lebanon South és una concentració de població designada pel cens dels Estats Units a l'estat de Pennsilvània. Segons el cens del 2000 tenia 2.145 habitants.

## Demografia
Segons el cens del 2000, Lebanon South tenia 2.145 habitants, 947 habitatges, i 661 famílies. La densitat de població era de 1.048,3 habitants/km².
Dels 947 habitatges en un 23,7% hi vivien nens de menys de 18 anys, en un 59,8% hi vivien parelles casades, en un 7,4% dones solteres, i en un 30,2% no eren unitats familiars. En el 25,7% dels habitatges hi vivien persones soles el 15,3% de les quals corresponia a persones de 65 anys o més que vivien soles. El nombre mitjà de persones vivint en cada habitatge era de 2,26 i el nombre mitjà de persones que vivien en cada família era de 2,7.
Per edats la població es repartia de la següent manera: un 18,6% tenia menys de 18 anys, un 4,5% entre 18 i 24, un 26,2% entre 25 i 44, un 24,2% de 45 a 60 i un 26,5% 65 anys o més.
L'edat mediana era de 45 anys. Per cada 100 dones de 18 o més anys hi havia 82,7 homes.
La renda mediana per habitatge era de 46.366 $ i la renda mediana per família de 52.813 $. Els homes tenien una renda mediana de 39.500 $ mentre que les dones 23.409 $. La renda per capita de la població era de 23.358 $. Entorn del 2,8% de les famílies i el 3,8% de la població estaven per davall del llindar de pobresa.

## Poblacions més properes
El següent diagrama mostra les poblacions més properes.